# Chełmiński
Chełmiński là một huyện thuộc tỉnh Kujawsko-Pomorskie của Ba Lan. Huyện có diện tích 527 km². Đến ngày 1 tháng 1 năm 2011, dân số của huyện là 51503 người và mật độ 98 người/km².